# Herreid
Herreid város az Amerikai Egyesült Államok Dél-Dakota államában, Campbell megyében. Lakosainak száma 416 fő (2020. április 1.).

## Népesség
A település népességének változása:

| 2010 | 438 |
| 2020 | 416 |